# Lijst van voetbalinterlands Nederlandse Antillen - Nicaragua
Deze lijst van voetbalinterlands is een overzicht van alle officiële voetbalinterlands tussen de nationale teams van de Nederlandse Antillen en Nicaragua. De landen hebben zeven keer tegen elkaar gespeeld. Het elftal van de Nederlandse Antillen speelde voor 4 maart 1948 onder de naam Curaçao, niet te verwarren met het huidige Curaçaos voetbalelftal. Het eerste duel, een wedstrijd tijdens het CCCF-kampioenschap 1941, werd gespeeld in San José (Costa Rica) op 15 mei 1941. Het laatste duel, een kwalificatiewedstrijd voor het Wereldkampioenschap voetbal 2010, vond plaats op 26 maart 2008 in Willemstad.

## Wedstrijden
| № | Plaats         | Datum            | Competitie              | Wedstrijd                        | Uitslag |
| - | -------------- | ---------------- | ----------------------- | -------------------------------- | ------- |
| 1 | San José       | 15 mei 1941      | CCCF-kampioenschap 1941 | Curaçao − Nicaragua              | 9 − 1   |
| 2 | Guatemala-Stad | 9 maart 1950     | Vriendschappelijk       | Nicaragua − Curaçao              | 1 − 11  |
| 3 | San José       | 11 maart 1953    | CCCF-kampioenschap 1953 | Curaçao − Nicaragua              | 8 − 0   |
| 4 | San José       | 3 maart 1961     | CCCF-kampioenschap 1961 | Nederlandse Antillen − Nicaragua | 2 − 1   |
| 5 | Havana         | 12 augustus 1982 | Vriendschappelijk       | Nederlandse Antillen − Nicaragua | 1 − 0   |
| 6 | Diriamba       | 6 februari 2008  | WK 2010 kwalificatie    | Nicaragua − Nederlandse Antillen | 0 − 1   |
| 7 | Willemstad     | 26 maart 2008    | WK 2010 kwalificatie    | Nederlandse Antillen − Nicaragua | 2 − 0   |

## Samenvatting
| Competitie         | Totaal gespeeld | Winst Ned. Ant. | Gelijk | Winst Nicaragua | Doelsaldo Ned. Ant. – Nicaragua |
| ------------------ | --------------- | --------------- | ------ | --------------- | ------------------------------- |
| WK-kwalificatie    | 2               | 2               | 0      | 0               | 3 – 0                           |
| CCCF-kampioenschap | 3               | 3               | 0      | 0               | 19 – 2                          |
| Vriendschappelijk  | 2               | 2               | 0      | 0               | 12 – 1                          |
| Totaal             | 7               | 7               | 0      | 0               | 34 − 3                          |

NAVU · A-internationals · Nederlands-Antilliaans vrouwenelftal · Olympisch elftal
Antigua en Barbuda ·
Aruba ·
Bahama's ·
Barbados ·
Bermuda ·
Colombia ·
Costa Rica ·
Cuba ·
Denemarken ·
Dominicaanse Republiek ·
El Salvador ·
Grenada ·
Guatemala ·
Guyana ·
Haïti ·
Honduras ·
Jamaica ·
Kaaimaneilanden ·
Mexico ·
Nederland ·
Nicaragua ·
Panama ·
Puerto Rico ·
Saint Lucia ·
Saint Vincent en de Grenadines ·
Suriname ·
Trinidad en Tobago ·
Venezuela · 
Verenigde Staten
FNF · 
A-internationals · 
Nicaraguaans vrouwenelftal
Anguilla ·
Argentinië ·
Bahama's ·
Barbados ·
Belize ·
Bermuda ·
Bolivia ·
Colombia ·
Costa Rica ·
Cuba ·
Curaçao ·
Dominica ·
Dominicaanse Republiek ·
El Salvador ·
Ghana ·
Guatemala ·
Haïti ·
Honduras ·
Iran ·
Jamaica ·
Kaaimaneilanden ·
Mexico ·
Montserrat ·
Nederlandse Antillen ·
Panama ·
Paraguay ·
Peru ·
Puerto Rico ·
Saint Kitts en Nevis ·
Saint Vincent en de Grenadines ·
Suriname ·
Trinidad en Tobago ·
Turks- en Caicoseilanden ·
Uruguay ·
Venezuela ·
Verenigde Staten